# Tony Wong Yuk Long

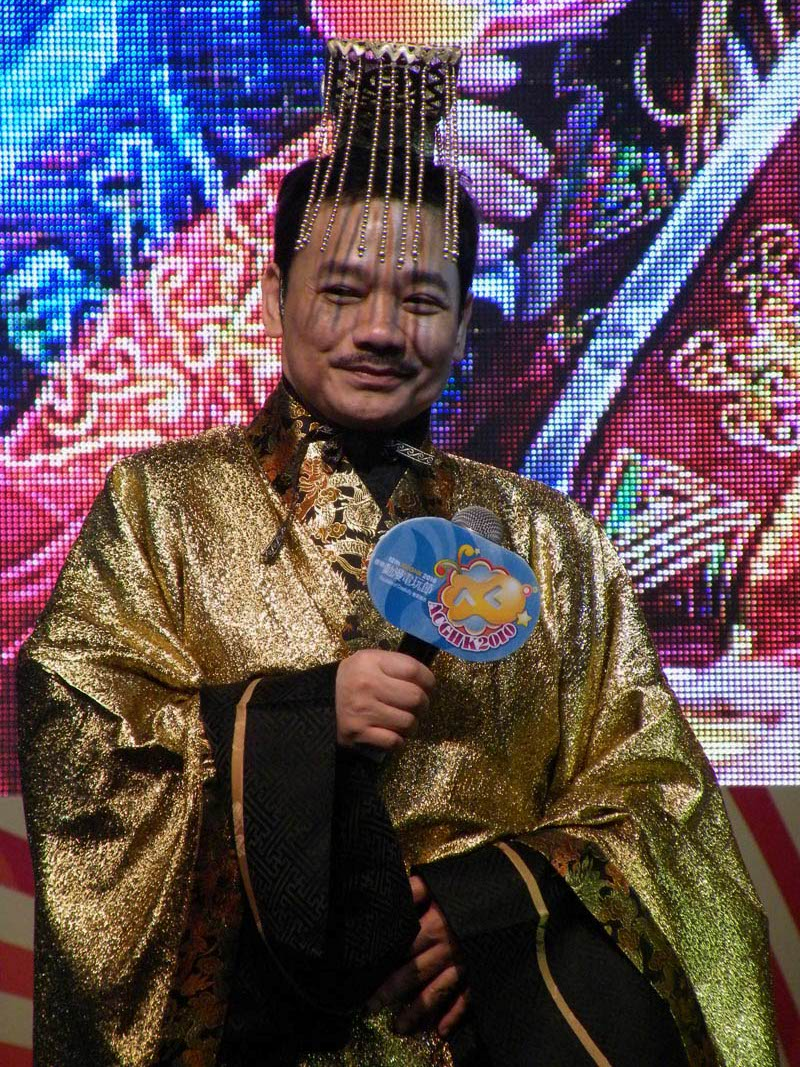
Tony Wong Yuk Long

Tony Wong Yuk Long (黃玉郎 | cantonés: Wong Yuk Long | mandarín: Huáng Yù Láng) es un dibujante y editor hongkonés de manhua, nacido en Guangdong en 1950.

## Biografía
Wong debutó oficialmente en el mundo del comic a los 13 años. A los 20 ya era uno de los autores más populares de Hong Kong. Gracias a su primer éxito, Little Rascals (1970), fundó su propia editorial, Yuk Long Publishing Co. Ltd. (luego rebautizada Jademan Comics) en 1973. En 1975 Little Rascals se convirtió en Oriental Heroes (luego rebautizada como Dragon & Tiger Heroes, Dragon Tiger Gate y en España, Tigre Wong), su serie más famosa, que fue llevada al cine en 1979 (producida y codirigida por él mismo) y 2006 (dirigida por Wilson Yip). En 1982 aparecieron dos nuevas colecciones, Drunken Master (también conocida como Drunken Fist) y The Force of Buddha's Palm. El éxito de ventas animó a Wong a listar su compañía en Bolsa en 1986 bajo el nombre de Jademan Holdings Ltd. con él como presidente y principal accionista, pero en 1989 se vio obligado a dimitir y en 1991 es condenado a dos años y medio de prisión por falsificar préstamos de la compañía para uso personal. Wong devolvió el importe de los préstamos y al salir de la cárcel fundó una nueva editorial, Jade Dynasty, en 1993, para la que publicó, entre otras, Weapons of God. En 2003 dibujó la versión china de Batman.